# Gromada w Pompie
Gromada w Pompie (Abell S0636) – gromada galaktyk znajdująca się w gwiazdozbiorze Pompy w odległości 130 mln lat świetlnych. Gromada ta wraz z gromadą w Hydrze należy do Supergromady w Hydrze. Choć jest to druga pod względem obfitości gromada w tej supergromadzie, to jednak jest ona znacznie mniejsza od gromady w Hydrze.
Gromada w Pompie pod względem wielkości przypomina gromadę w Piecu. Składa się z 234 galaktyk i zawiera około 30 dużych galaktyk, z czego pięć dominujących. W jej centrum znajduje się duża, masywna galaktyka eliptyczna NGC 3268. Galaktyki tej gromady są rozrzucone na przestrzeni jednego stopnia nieba, co uniemożliwia wykonanie dobrych zdjęć całej gromady, gdyż w obiektywie występuje wiele gwiazd pierwszego tła.